# 상사면
상사면(上沙面)은 전라남도 순천시 중앙에 위치한 면이다.

## 개요
상사면은 순천시의 남부 중앙에 위치하며, 동쪽으로는 향동, 남제동, 도사동 등이 접하고 서쪽으로는 낙안면, 남쪽으로는 별량면, 북쪽으로는 승주읍과 접경하고 있다. 산은 승주읍과 경계를 이루는 옥녀봉(549m), 별량면과 경계를 이루는 운동산(465m) 등이며, 하천은 이사천, 상사천, 초곡천, 석흥천 등이 있다. 1984년 시작하여 1991년 5월에 준공된 주암다목적댐 상사조절지댐이 용계리에 축조됨으로써 2억 5천만톤에 달하는 저수량은 여수시, 순천시, 고흥군, 보성군 지역의 생활용수를 공급함은 물론이고, 연간 22,500㎾의 수력발전 시설도 한몫을 하고 있다.

## 연혁
- 백제시대 : 감평군
- 고려시대 : 순천목
- 조선시대 : 순천부 매재골
- 1895년 (조선 고종 32년) : 순천군 상사면
- 1949년 8월 15일 : 승주군 상사면
- 1995년 1월 1일 : 순천시 상사면

## 행정 구역
| 법정리 | 한자명 | 행정리                         | 비고                  |
| ------ | ------ | ------------------------------ | --------------------- |
| 도월리 | 道月里 | 미곡리                         |                       |
| 마륜리 | 馬輪里 | 마륜리, 화수목리               |                       |
| 봉래리 | 蓬萊里 | 노동리                         |                       |
| 비촌리 | 飛村里 | 비촌리, 서동리                 |                       |
| 쌍지리 | 雙之里 | 쌍지리, 어은리, 운곡리         |                       |
| 오곡리 | 五谷里 | 오곡리, 연동리                 |                       |
| 용계리 | 龍溪里 | 용계리, 구계리                 |                       |
| 용암리 | 龍巖里 | 회룡리, 용암리                 |                       |
| 응령리 | 鷹嶺里 | 응령리, 금곡리, 문화리, 서정리 |                       |
| 초곡리 | 草谷里 | 초곡리, 기동리                 |                       |
| 흘산리 | 屹山里 | 흘산리, 당촌리, 이천리, 동백리 | 면행정복지센터 소재지 |

## 교육
- 상사초등학교